# 7 Eleven-Sava RBP/Saison 2016
Dieser Artikel listet Erfolge und Fahrer des Radsportteams 7 Eleven-Sava RBP in der Saison 2016 auf.

## Abgänge – Zugänge
| Zugänge             | Team 2015                         | Abgänge          | Team 2016 |
| ------------------- | --------------------------------- | ---------------- | --------- |
| Edgar Nohales Nieto | Qinghai Tianyoude-BH Cycling Team | Chris Joven      | Unbekannt |
| Jesse Ewart         |                                   | Denver Casayuran | Unbekannt |
| Arjay Peralta       |                                   | Kenny Nijssen    | Unbekannt |
| Jay Lampawog        |                                   | Jae Yeon Im      | Unbekannt |

## Mannschaft
| Name                | Geburtstag         | Nationalität |
| ------------------- | ------------------ | ------------ |
| Ryan Cayubit        | 7. Juni 1991       | Philippinen  |
| Jesse Ewart         | 31. Juli 1994      | Australien   |
| Marcelo Felipe      | 10. Februar 1990   | Philippinen  |
| Mark Galedo         | 11. September 1985 | Philippinen  |
| Jay Lampawog        | 21. März 1997      | Philippinen  |
| Nelson Martin       | 2. Januar 1988     | Philippinen  |
| Edgar Nohales Nieto | 28. Juli 1986      | Spanien      |
| Arjay Peralta       | 5. August 1993     | Philippinen  |
| Dominic Pérez       | 1. Oktober 1994    | Philippinen  |
| Roel Quitoy         | 31. Oktober 1991   | Philippinen  |
| Jonipher Ravina     | 22. Juni 1981      | Philippinen  |